# Ifikles
Ifikles – postać w mitologii greckiej. Był synem Amfitriona i Alkmeny oraz przyrodnim bratem Heraklesa od strony matki. Był również mężem Automedusy i ojcem Jolaosa, Periboi oraz Jopy.
W dzieciństwie Herakles uratował Ifiklesowi życie. Hera zesłała w nocy do ich komnaty węże. Ifikles wybudzony ze snu, przestraszył się i zaczął krzyczeć. Natomiast mały Herakles złapał gady za szyję i udusił. Ifikles był także towarzyszem Heraklesa w czasie niektórych jego prac, np. walczył z nim przeciw mieszkańcom Orchomenos. Gdy chciał poślubić córkę Kreona, musiał oddalić pierwszą żoną Automedusę. Kiedy Herakles wpadł w szał, zabił wszystkie swoje dzieci i dwoje potomków Ifiklesa. Ifiklesowi udało się tylko uratować żonę Heraklesa, Megarę oraz swojego syna, Iolaosa. Eurysteus, u którego służył Ifikles, traktował go bardzo wyrozumiale. Natomiast do jego brata odnosił się z okrucieństwem. Ifikles przestał nawet towarzyszyć przez pewien czas Heraklesowi, gdyż odpowiadała mu zależność od Erysteusa. Potem wspólnie z bratem uczestniczył w wyprawie przeciw Troi. Brał również udział w polowaniu na dzika kalidońskiego. Zadał mu pierwszą ranę, trafiając zwierzę w łopatkę. Poległ w czasie wojny z Hippokoondytami, walcząc po stronie brata. Inne wersje mitów podają, że zginął, walcząc z Molionidami. Jego grobowiec umiejscawiano w Feneos w Arkadii, gdyż tam przeniesiono go gdy był ranny. Tam skonał i został herosem.